# Reithrodontomys megalotis
El ratón cosechero común (Reithrodontomys megalotis) es una especie de roedor perteneciente a la familia de los cricétidos. 
Vive a altitudes de hasta 4.000 m s. n. m. en Canadá, México y Estados Unidos. Su hábitat natural son las zonas de meseta abiertas dominadas por plantas herbáceas. Se cree que no hay ninguna amenaza significativa para la supervivencia de esta especie. Su nombre específico, megalotis, significa 'oreja grande' en latín.